# Leptoceratopsidae
I leptoceratopsidi (Leptoceratopsidae) sono una famiglia di dinosauri ornitischi, caratteristica del Cretaceo superiore del Nordamerica e dell'Asia orientale.

## Descrizione
Questi dinosauri appartengono al gruppo dei ceratopsi, generalmente quadrupedi di grosse dimensioni e dotati di corna rappresentati da forme notissime come il triceratopo, Styracosaurus e Torosaurus. I leptoceratopsidi, però, non avevano corna ed erano generalmente di dimensioni modeste. Pur conservando caratteristiche primitive, come l'estrema brevità del collare osseo, questi dinosauri apparvero nel Cretaceo superiore inoltrato, ossia quando i ceratopsi più evoluti erano già apparsi. Evidentemente i leptoceratopsidi fanno parte di una radiazione di dinosauri cornuti primitivi, sopravvissuta per milioni di anni accanto a dinosauri più evoluti. Il genere che dà il nome alla famiglia, Leptoceratops, è stato uno degli ultimi dinosauri a comparire. Altri esemplari abbastanza noti sono Montanoceratops e Prenoceratops del Nordamerica e il grande Udanoceratops della Mongolia.